# Xestonotus
Xestonotus is een geslacht van kevers uit de familie van de loopkevers (Carabidae). De wetenschappelijke naam van het geslacht is voor het eerst geldig gepubliceerd in 1853 door LeConte.

## Soorten
Het geslacht Xestonotus is monotypisch en omvat slechts de volgende soort:
- Xestonotus lugubris Dejean, 1829